# Kybunpark
Kybunpark is een voetbalstadion in het Zwitserse St. Gallen. Het is de thuishaven van FC St. Gallen, een club die op het hoogste Zwitserse voetbalniveau uitkomt. Het stadion werd geopend in 2008 en verving het stadion Espenmoos.
De eerste wedstrijd werd op 30 mei 2008 gespeeld met een vriendschappelijk interlandwedstrijd tussen Zwitserland en Liechtenstein, die met 3–0 gewonnen werd door de thuisploeg. De officiële opening vond plaats op 5 juli van datzelfde jaar, met een wedstrijd tussen FC St. Gallen en een elftal bestaande uit prominenten. Tot 2017 heette het stadion AFG Arena.

## Interlands
Het Zwitsers voetbalelftal speelt geregeld interlands in het stadion. Ook andere nationale teams maakten sinds de opening gebruik van het Zwitserse voetbalstadion.
| Voetbalinterlands | Voetbalinterlands | Voetbalinterlands              | Voetbalinterlands | Voetbalinterlands   | Voetbalinterlands | Voetbalinterlands | Voetbalinterlands |
| №                 | Datum             | Wedstrijd                      | Uitslag           | Competitie          |                   |                   |                   |
| AFG Arena         | AFG Arena         | AFG Arena                      | AFG Arena         | AFG Arena           | AFG Arena         | AFG Arena         | AFG Arena         |
| ----------------- | ----------------- | ------------------------------ | ----------------- | ------------------- | ----------------- | ----------------- | ----------------- |
| 1                 | 30 mei 2008       | Zwitserland – Liechtenstein    | 3 – 0             | Vriendschappelijk   |                   |                   |                   |
| 2                 | 11 oktober 2008   | Zwitserland – Letland          | 2 – 1             | WK-kwalificatie     |                   |                   |                   |
| 3                 | 19 november 2008  | Zwitserland – Finland          | 1 – 0             | Vriendschappelijk   |                   |                   |                   |
| 4                 | 3 maart 2010      | Zwitserland – Uruguay          | 1 – 3             | Vriendschappelijk   |                   |                   |                   |
| 5                 | 3 september 2010  | Zwitserland – Australië        | 0 – 0             | Vriendschappelijk   |                   |                   |                   |
| 6                 | 2 september 2011  | Chili – Spanje                 | 2 – 3             | Vriendschappelijk   |                   |                   |                   |
| 7                 | 28 februari 2012  | Brazilië – Bosnië en Herz.     | 2 – 1             | Vriendschappelijk   |                   |                   |                   |
| 8                 | 26 mei 2012       | Servië – Spanje                | 0 – 2             | Vriendschappelijk   |                   |                   |                   |
| 9                 | 14 november 2012  | Chili – Servië                 | 1 – 3             | Vriendschappelijk   |                   |                   |                   |
| 10                | 5 maart 2014      | Zwitserland – Kroatië          | 2 – 2             | Vriendschappelijk   |                   |                   |                   |
| 11                | 15 november 2014  | Zwitserland – Litouwen         | 4 – 0             | EK-kwalificatie     |                   |                   |                   |
| 12                | 9 oktober 2015    | Zwitserland – San Marino       | 7 – 0             | EK-kwalificatie     |                   |                   |                   |
| 13                | 29 mei 2016       | Bosnië en Herzegovina – Spanje | 1 – 3             | Vriendschappelijk   |                   |                   |                   |
| Kybunpark         |                   |                                |                   |                     |                   |                   |                   |
| 14                | 31 augustus 2017  | Zwitserland – Andorra          | 3 – 0             | WK-kwalificatie     |                   |                   |                   |
| 15                | 28 mei 2018       | Saoedi-Arabië – Italië         | 1 – 2             | Vriendschappelijk   |                   |                   |                   |
| 16                | 8 september 2018  | Zwitserland – IJsland          | 6 – 0             | UEFA Nations League |                   |                   |                   |
| 17                | 15 november 2019  | Zwitserland – Georgië          | 1 – 0             | EK-kwalificatie     |                   |                   |                   |
| 18                | 7 oktober 2020    | Zwitserland – Kroatië          | 1 – 2             | Vriendschappelijk   |                   |                   |                   |
| 19                | 28 maart 2021     | Zwitserland – Litouwen         | 1 – 0             | WK-kwalificatie     |                   |                   |                   |
| 20                | 31 maart 2021     | Zwitserland – Finland          | 3 – 2             | Vriendschappelijk   |                   |                   |                   |
| 21                | 30 mei 2021       | Zwitserland – Verenigde Staten | 2 – 1             | Vriendschappelijk   |                   |                   |                   |
| 22                | 3 juni 2021       | Zwitserland – Liechtenstein    | 7 – 0             | Vriendschappelijk   |                   |                   |                   |
| 23                | 2 september 2021  | Liechtenstein – Duitsland      | 0 – 2             | WK-kwalificatie     |                   |                   |                   |
| 24                | 27 september 2022 | Zwitserland – Tsjechië         | 2 – 1             | UEFA Nations League |                   |                   |                   |
| 25                | 15 oktober 2022   | Zwitserland – Wit-Rusland      | 3 – 3             | EK-kwalificatie     |                   |                   |                   |